# Call of Duty: Black Ops
Call of Duty: Black Ops (comúnmente abreviado como CoD BO 1, Black Ops 1, Call of Duty BO o COD Black Ops1) es un videojuego de disparos en primera persona bélica desarrollado por Treyarch y distribuido por Activision. Fue lanzado en todo el mundo en noviembre de 2010 para Microsoft Windows, PlayStation 3, Wii y Xbox 360, con una versión separada para Nintendo DS desarrollada por n-Space. Aspyr más tarde porteó el juego a OS X en septiembre de 2012. Es el séptimo título de la serie Call of Duty y una secuela de Call of Duty: World at War.
Ambientada en la década de 1960 durante la Guerra Fría, la campaña para un jugador del juego sigue al agente de la CIA Alex Mason mientras intenta recordar recuerdos específicos para localizar una estación numérica configurada para instruir a los agentes durmientes soviéticos a desplegar armas químicas en todo Estados Unidos. Los lugares que aparecen en el juego incluyen Cuba, la Unión Soviética, Estados Unidos, Vietnam del Sur y Laos. El componente multijugador de Black Ops presenta múltiples modos de juego basados en objetivos que se pueden jugar en 14 mapas diferentes incluidos con el juego. Se realizan mejoras en las opciones de equipamiento y recompensas de rachas de muertes. Una forma de moneda virtual, los puntos COD (COD Points), permite a los jugadores comprar armas y opciones de personalización para su personaje en el juego, así como accesorios y opciones de personalización para su arma.
El desarrollo del juego comenzó en 2008. Mientras que Treyarch trabajó simultáneamente en World at War y el videojuego relacionado con la película de James Bond Quantum of Solace, se centraron específicamente en Black Ops durante este ciclo de desarrollo. Diferentes equipos dentro de Treyarch se centraron en un determinado modo de juego. Black Ops ejecuta una versión mejorada del motor IW 3.0 utilizado en World at War. La música fue compuesta por Sean Murray, con música con licencia de los Rolling Stones, Creedence Clearwater Revival y Eminem que aparecen en el juego. Avenged Sevenfold también grabó una canción original para el juego. La comercialización del juego comenzó en abril de 2010.
El juego recibió críticas positivas de los críticos con elogios por su historia, actuación de voz, tono más oscuro y modos multijugador, aunque algunos lo criticaron por su jugabilidad lineal y problemas técnicos. Entre otros premios y nominaciones, Call of Duty: Black Ops fue nominado como Juego del año por numerosos medios de comunicación y entregas de premios, incluidos los Interactive Achievement Awards, los British Academy Games Awards y los Spike Video Game Awards. A las 24 horas de salir a la venta, el juego había vendido más de 5,6 millones de copias, batiendo el récord establecido por su predecesor Modern Warfare 2 en unos 2,3 millones de copias. El juego había vendido más de 25 millones de copias en todo el mundo, lo que lo convirtió, en ese momento, en el juego más vendido de todos los tiempos en los Estados Unidos, y sigue siendo uno de los juegos más vendidos de todos los tiempos. En 2012 se lanzó una secuela, Call of Duty: Black Ops II. Call of Duty: Black Ops Cold War, ambientado entre Black Ops y Black Ops II, se lanzó en 2020.

## Historia

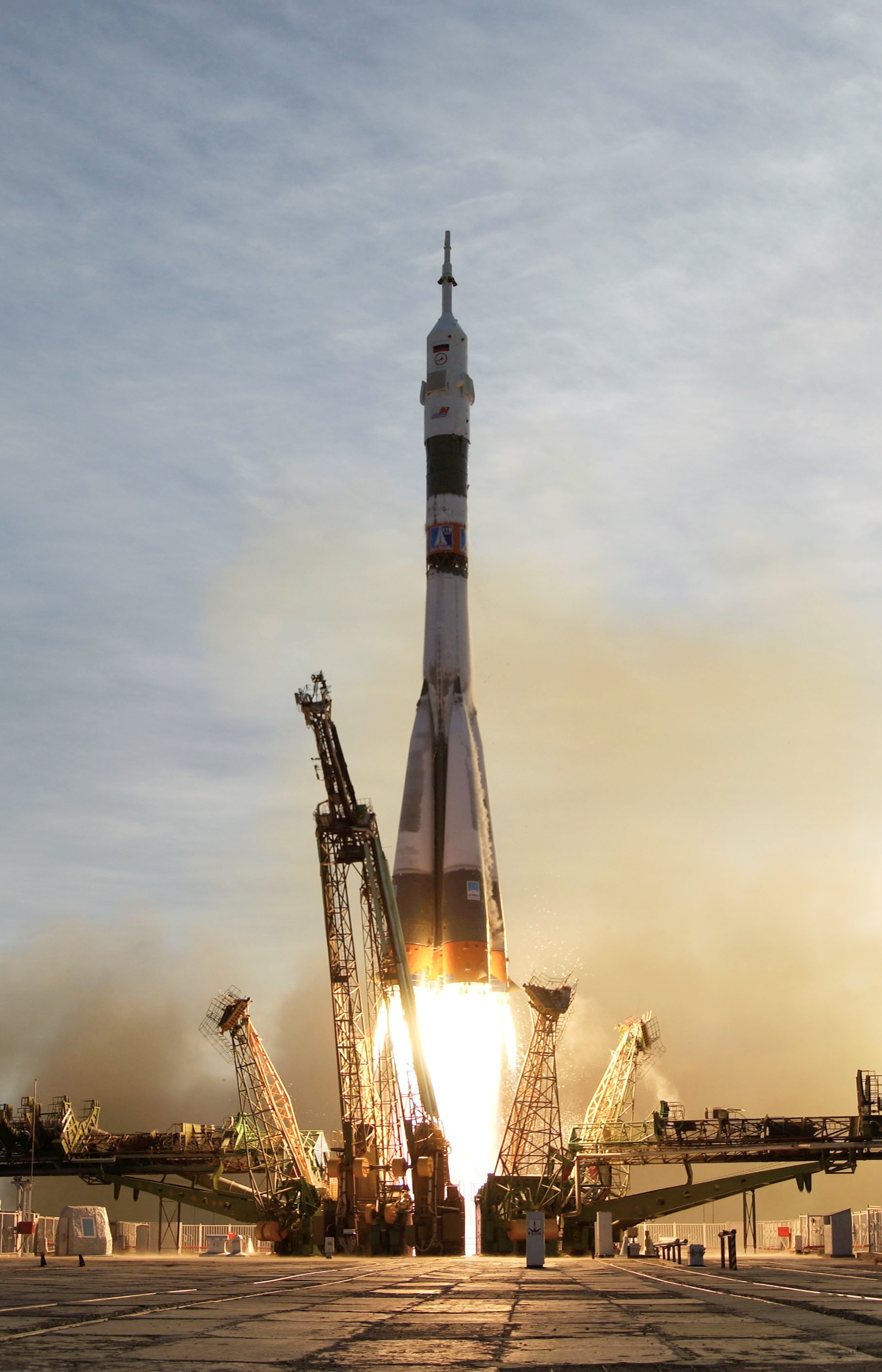
Cohete Soyuz similar al de la misión 4 de la campaña, en la cual el objetivo será destruirlo.

El 25 de febrero de 1968, el agente y capitán Alex Mason de la SAD/SOG es atado a una silla en una sala de interrogatorios. Sin saber él mismo de su paradero, se le bombardea de preguntas por sus captores, los cuales se encuentran tras una ventana que conecta la sala del protagonista con la de las personas que lo capturaron, preguntando acerca de una estación de números. La mayoría de las misiones en el juego se presentan como retrospectivas de Mason entre 1961 y 1968.

### Misiones
1. Operación 40: (Desarrollo:  Cuba)
En 1961, Alex Mason, acompañado del sargento Frank Woods y del suboficial jefe segundo Joseph Bowman (dos amigos en común y compañeros de grupo de Mason) apoyados además por los grupos rebeldes cubanos, intentan asesinar a Fidel Castro en Bahía de Cochinos, durante la invasión a Cuba, como parte de la Operación 40. Usando la invasión como distracción para infiltrarse en la mansión de Castro, Mason y su equipo efectúan aparentemente con éxito el asesinato, dirigiéndose a un aeródromo para escapar en un C-130, sin embargo, una barricada de vehículos corta el paso en la pista de aterrizaje, por lo que Mason decide bajarse y tripular un cañón antiaéreo para destruirlos y abrirle paso al avión. Luego de cubrir la extracción con éxito, es capturado por el verdadero Fidel Castro, revelando que el Castro asesinado era un doble. Debido a una alianza con la Unión Soviética, Castro entrega a Alex al general Nikita Dragovich.
2. Vorkuta: (Desarrollo:  Unión Soviética)
Mason permanece cautivo en un Gulag de Vorkutá durante dos años. Durante su encarcelamiento, Mason se hace amigo de Viktor Reznov, un exsoldado del Ejército Rojo que organiza una fuga a gran escala de la prisión de esta misma ciudad, logrando escapar Mason, sin el mismo resultado Reznov, a quien Alex no vuelve a ver.

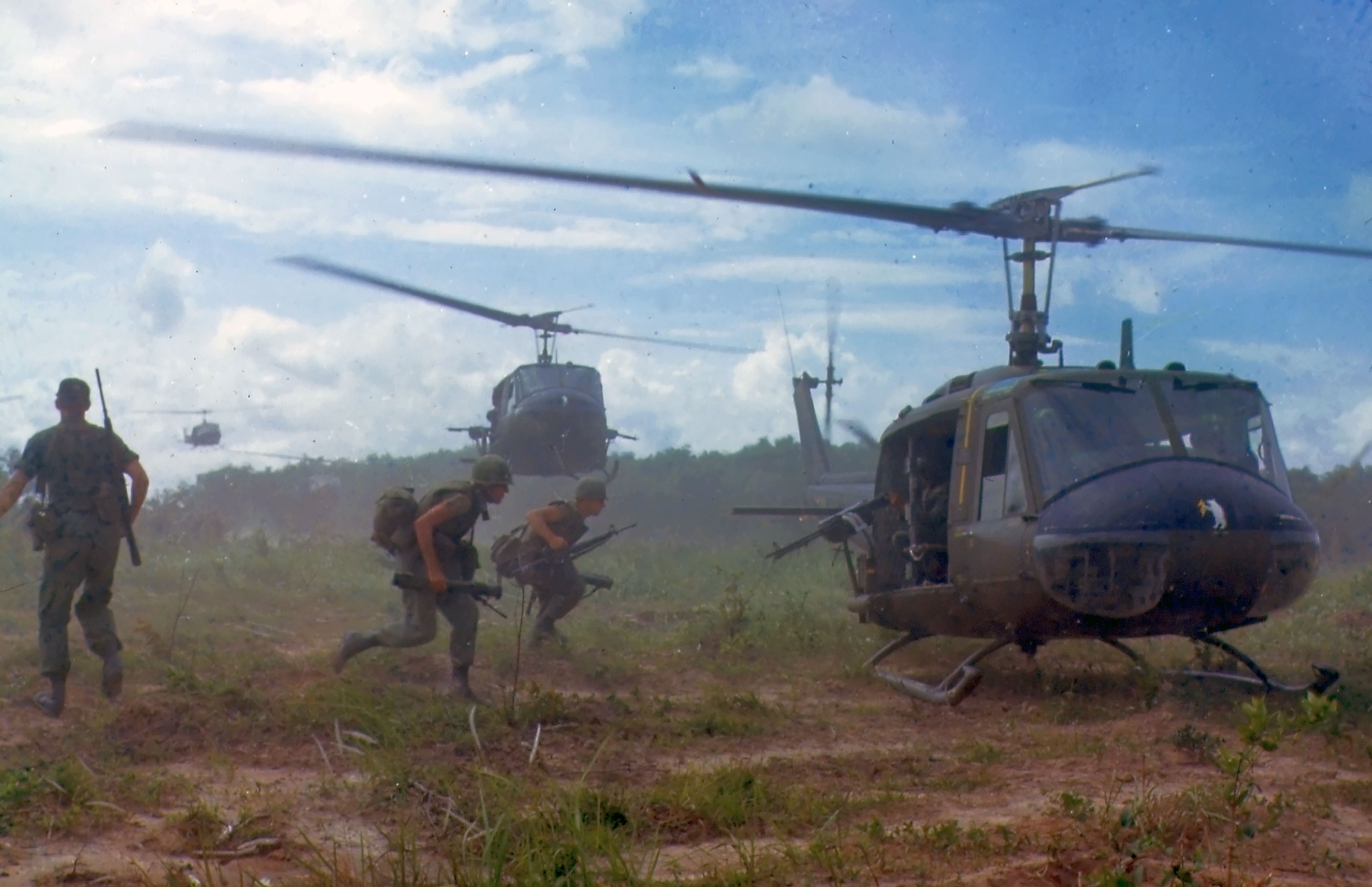
Helicópteros UH-1D en Vietnam.

3. Departamento de Defensa: (Desarrollo:  Estados Unidos)
Un mes más tarde de lo ocurrido, y luego de haberse reunido con el presidente John F. Kennedy, este autoriza al grupo de Mason el asesinato de Dragovich.
4. Orden Ejecutiva: (Desarrollo:  Unión Soviética)
Posteriormente, en noviembre de 1963, Mason, Woods, Bowman y Grigori Weaver —este último, siendo un doble agente que ayuda a la CIA—son enviados al Cosmódromo de Baikonur en la República Socialista Soviética de Kazajistán para interrumpir el programa espacial soviético y eliminar miembros del programa soviético conocido como «Ascensión» —nazis a quienes se les había dado asilo en Rusia a cambio de sus conocimientos—. En el inicio de la operación, Weaver es descubierto y capturado, y Alex ve a Kravchenko torturándole y sacándole el ojo izquierdo, sin embargo, Mason y su equipo lo rescatan después, mientras destruyen el cohete Soyuz. Durante esta misión, Dragovich elude el asesinato, lo que provocó que Mason lo buscara durante los siguientes cinco años. 
5. SOG: (Desarrollo:  Vietnam del Sur)
Posteriormente, ya en 1968, el MACV-SOG se estableció en Vietnam para investigar la presencia soviética en el Sudeste Asiático. Alex y Jason Hudson reciben a Frank Woods, que recién volvía de un despliegue de combate, este saluda con alegría a su amigo pero con frialdad y escepticismo al agente de la CIA. Mientras Woods le informa a Mason sobre la creación del SOG, el ejército Norvietnamita ataca la base, comenzando la defensa de Khe Sanh, tras eliminar varios carros T-55, Bowman llega a la base y es calurosamente bienvenido por Alex y Frank, pero este ignora a Hudson mencionándole la posibilidad de rescatar a un desertor soviético.
6. El Desertor: (Desarrollo:  Vietnam del Sur)
El SOG entra en la ciudad de Huế durante la ofensiva del Tet para recuperar un dosier con información sobre Dragovich proveniente de un desertor ruso. Mientras descienden a rapel del helicóptero a la instalación del MACV-SOG donde se encuentra el desertor, este es derribado por la artillería antiaérea, pero aun así, Alex y Frank logran entrar al edificio, donde se reúnen con Bowman para continuar con la búsqueda del ruso. Al entrar a una habitación diferente que Bowman y Frank, Mason es sorprendido por un soldado del ejército Norvietnamita, pero este es apuñalado por Reznov, que se revela como el desertor. Siendo apoyados por un helicóptero Huey artillado, los cuatro logran avanzar hasta un punto de rescate pero no pueden abordar el helicóptero debido a la preferencia de los heridos, resistiendo el ataque de infantería y blindados enemigos, por fin son rescatados por una lancha patrullera de la Armada. 
7. Números: (Desarrollo:  Hong Kong)
Mientras tanto, Hudson y Weaver interrogan al Dr. Daniel Clarke, ingeniero que estabilizó los complementos volátiles para el Nova-6, en Kowloon. Clarke identifica a Steiner como parte de la conspiración, y revela la ubicación de una instalación oculta en el Monte Yamantau; esto antes de ser asesinado por los hombres de Dragovich.
8. Proyecto Nova: (Desarrollo:  Base nazi en el círculo polar ártico)
Los tres comparten una conexión con Reznov: en octubre de 1945, Reznov, Dragovich, Kravchenko y Dimitri Petrenko (personaje jugable en el World at War y gran amigo de Reznov) eran parte de la Unidad 45, enviada a localizar a Steiner, oculto con una unidad de Waffen-SS en el círculo polar ártico. Durante la operación, Reznov fue traicionado por Dragovich, que probó la creación de Steiner, un agente nervioso conocido como «Nova-6», con varios soldados rusos, incluido su amigo Petrenko, asesinándolos. Contra todo pronóstico, Reznov se salvó de correr la misma suerte cuando comandos británicos atacaron a los rusos. Durante la confusión, él destruye el Nova-6. No obstante, más tarde fue recreado por Steiner con la ayuda de Daniel Clarke, un científico británico.
9. Víctor Charlie: (Desarrollo:  Vietnam del Norte)
Durante una misión de búsqueda y destrucción de un campamento del Viet Cong en el sur de la Zona Desmilitarizada (frontera entre los dos Vietnam), el helicóptero en el que Mason y Woods iban es derribado por un ZPU-4 y cae en la mitad de la selva, tras plantar explosivos en puntos claves del campamento, las fuerzas del SOG atacan, descubriendo una entrada a la enorme red de túneles del Viet Cong, Mason entra con Swift a limpiar dichos túneles, donde casi le dispara a Reznov, quien lo había salvado a él y a Woods de morir ahogados en el helicóptero derribado en el río, pero al poco avanzar Swift es apuñalado por un guerrillero y deja a Mason solo bajo tierra. Avanzando por los túneles, descubren el puesto de operaciones de Kravchenko, ahí escuchan una grabación hecha por el mismo Coronel, relatando los efectos del gas Nova-6, la existencia de una cepa que sirve en climas cálidos y ordenando que se le comunique el éxito de la investigación a Steiner, pero al tratar de salir, Mason activa una trampa explosiva que comienza a derrumbar los túneles, escapando en el último momento, es rescatado por Woods y Bowman.
10. Lugar del accidente: (Desarrollo:  Laos)
El SOG penetra en Laos en lancha subiendo por el Río Mekong para recuperar un cargamento del Nova-6 de un avión soviético derribado en dicho país. En el lugar de accidente, el grupo intenta acabar con los soldados del Viet Cong y los Spetsnaz, no obstante, son capturados. 
11. ADM: (Desarrollo:  Estados Unidos y  Unión Soviética)
Con todo el escuadrón de Mason declarado como Desaparecido en Acción, Hudson y Weaver no tienen más opción de ir al Monte Yamantau para destruir las instalaciones sin él (ayudados por un Blackbird de la Fuerza Aérea haciendo reconocimiento de terreno) y detener a Steiner. Durante la misión, Hudson recibe una transmisión programada de Steiner solicitando reunirse con él en la Isla Renacimiento en el Mar de Aral, para capturar y detener una emisora de números que envía instrucciones a agentes durmientes para liberar el Nova-6 en múltiples ciudades estadounidenses. 
12. Venganza: (Desarrollo:  Laos)
Mason despierta en una celda de una guarida del Viet Cong junto con Woods, pero es llevado a otra parte donde se le obliga a él y a Bowman a jugar a la ruleta rusa, pero Bowman se rehúsa y es asesinado por un operativo Spetznaz, al traer a Woods, el y Mason logran escapar de sus captores y matar al ruso. Al salir a la superficie, los estadounidenses logran capturar un Hind y usarlo para llegar a la base de Kravchenko, no sin antes destruir un oleoducto, varios helicópteros soviéticos y una estación de suministros del ejército de Vietnam del Norte conectada a la Ruta Ho Chi Minh. Al llegar a la base, el dúo libera a varios prisioneros de guerra, incluyendo a Reznov, después de matar a todos los soldados, Mason y Woods se preparan para matar a Kravchenko, pero este, al ser acuchillado por Woods, se auto-inmola con un cinturón de granadas y Woods salta con él por una ventana, salvando a Mason.
13. Renacimiento: (Desarrollo:  Unión Soviética)
Mason y Reznov, contra todo pronóstico, van hacia la isla para asesinar a Steiner. Utilizando un ataque llevado a cabo por fuerzas estadounidenses como cobertura, Viktor y Alex se infiltran en la instalación donde el científico se esconde, donde Reznov le dispara en la cabeza. Por el lado de la ofensiva americana, Hudson y Weaver avanzan por el sector habitacional de la isla con una columna de BTR-80, pero sus blindados terminan destruidos por cohetes lanzados desde un Mi-8 Hip. Viendo a las fuerzas estadounidenses debilitadas, los rusos hacen uso del Nova-6, donde los que no llevan traje Hazmat mueren en cuestión de segundos. Ya al llegar a los laboratorios de Steiner, Hudson y Weaver presencian la muerte de Steiner a manos de Mason, que dice ser Viktor Reznov cumpliendo su venganza.
14. Revelaciones: (Desarrollo:  Estados Unidos)
En este punto, Hudson y Weaver se revelan como los interrogadores de Mason. Hudson se da cuenta de que Dragovich le lavó el cerebro para que pudiera descifrar y comprender la emisión de los números, convirtiéndose en un agente soviético durmiente. De igual forma, se revela que el verdadero Reznov murió durante el escape de Vorkutá, y que las visiones sobre este son el resultado de una esquizofrenia y trastorno de identidad causada por el traumático programa de lavado de cerebro. Reznov, de hecho, reprogramó a Mason para asesinar a Dragovich, Kravchenko y Steiner en lugar del presidente Kennedy, justo antes de la fuga en Vorkutá. Hudson pide a Mason interpretar por última vez los números, lo cual le impulsa a recordar la ubicación del barco de carga Rusalka en el Golfo de México (en el final de la primera misión del juego).
15. Redención: (Desarrollo: Golfo de México)
Al amanecer de un día de febrero de 1968, el equipo lanza un asalto al Rusalka, con Mason y Hudson sumergiéndose en una base de submarinos construida para el reaprovisionamiento de estos para una eventual invasión. Confirmando que el barco es la emisora de números, Hudson llama a la Armada de los Estados Unidos para destruir la nave y la base bajo el agua. Mason y Hudson finalmente encuentran a Dragovich en los niveles más bajos de la base y Alex lo asesina ahogándolo antes de la destrucción de la base, y nada posteriormente hacia la superficie. Ya arriba, Weaver declara la victoria, pero Alex no está seguro, atormentado por su última conversación con Dragovich. Por último, tomas de archivo del presidente Kennedy antes de su asesinato se muestran en pantalla, junto con la emisora y Alex narrando números aleatorios. Después de un minuto de reproducción de las imágenes, se puede notar a Mason entre la multitud y detrás de Kennedy, así como las palabras finales de Dragovich, que sugieren que Mason, de todas formas y finalmente, siguió su programación original de asesinato.

## Sistema de juego
Call of Duty: Black Ops El núcleo de este consiste en elementos de un juego de disparos en primera persona, de estilo bélico, mostrando la mayor parte del juego desde los ojos del personaje a asumir en los distintos escenarios del videojuego. En el videojuego el jugador es capaz de caminar, correr, saltar y nadar; y así como principal y básicamente, utilizar armas y combatir. El ambiente cerrado, y lineal se sigue manteniendo al igual que otros títulos de la serie, cada misión es necesaria para progresar a través del juego y desbloquear más contenido sobre esta misma.
El jugador es capaz de portar dos armas (sin importar el tamaño de estas) y dos tipos de granadas, granadas letales y tácticas. Dentro del modo de la campaña para un jugador, la granada letal siempre será una granada de fragmentación, sin embargo, las granadas tácticas se adaptan a cada misión correspondiente a lo largo del juego. El jugador también es capaz de llevar un cuchillo el cual puede ser utilizado en cualquier momento, y a diferencia de otras armas, esta no cuenta en la ranura del arsenal que posea el jugador en el juego. Sin embargo, algunas secuencias de la campaña introducen al cuchillo más allá del arsenal de armas que posea el jugador, usándola como arma principal. El jugador además es capaz de realizar ataque cuerpo a cuerpo, o Melee Attack, únicamente con el cuchillo; el uso de esta arma es letal, sin embargo, solo es útil cuando se tiene al enemigo directamente en frente del jugador.
El HUD mantiene la clásica forma de los anteriores títulos de la serie: la retícula del jugador aparece como cuatro segmentos delgados en forma de cruz en el centro de la pantalla. Esta cruz representa el área de propagación de tiro del arma. Esta se verá afectada en su tamaño según la posición del jugador en la que se encuentre, y también el rango de efectividad y precisión del arma a usar. Los segmentos además son capaces de cambiar su color dependiendo del objeto o persona que se le ponga encima: estos segmentos pueden ser blancos (si es un objeto sin relevancia alguna en el entorno del jugador), verdes (si es un personaje/vehículo aliado o no agresivo) o rojos (objetivos hostiles o de asesinato). El jugador también posee en el HUD un indicador de granadas, el cual aparecerá en la pantalla en momentos en que el jugador esté cerca de una. Este indicador tendrá más contraste a medida que el jugador este más cerca de la granada. El indicador ayuda al jugador para bien devolver o alejar la granada acercándose y lanzándola, o simplemente correr lejos de ella para evitar ser herido. El jugador es capaz de efectuar el uso de su arma de dos maneras; «Point shooting» (conocido en el juego como «Firing from the Hip»), la cual es la menos efectiva, y con menos precisión; y «disparar desde la mira» (conocido como ADS Aim Down Sights), la cual aumenta la precisión del arma usada en un alto por ciento de rango de efectividad.
El jugador puede posicionarse en tres diferentes posturas: Parado, agachado y decúbito prono. Cada una afecta a los diferentes índices de movimiento, velocidad, precisión y efectividad del arma y sigilo del jugador. El jugador además puede correr por un corto tiempo, esto afectará aún más los índices del HUD, sobre todo la retícula del jugador. Solamente se puede correr mientras se encuentre parado. Mientras se corre, el jugador es capaz de disparar, golpear o recargar su arma. Usar cobertura ayuda al jugador a evitar el fuego enemigo o recuperar la salud después de recibir un daño significativo, debido a que —al igual que otros títulos anteriores de la serie— no existen incrementos de armadura o salud. Cuando el personaje ha recibido daño, los bordes de la pantalla se pondrán en un tono de sangre salpicada, y los latidos del corazón del jugador se incrementarán. Si el personaje permanece fuera de la zona de fuego por algunos segundos, este se podrá recuperar.

### Campaña

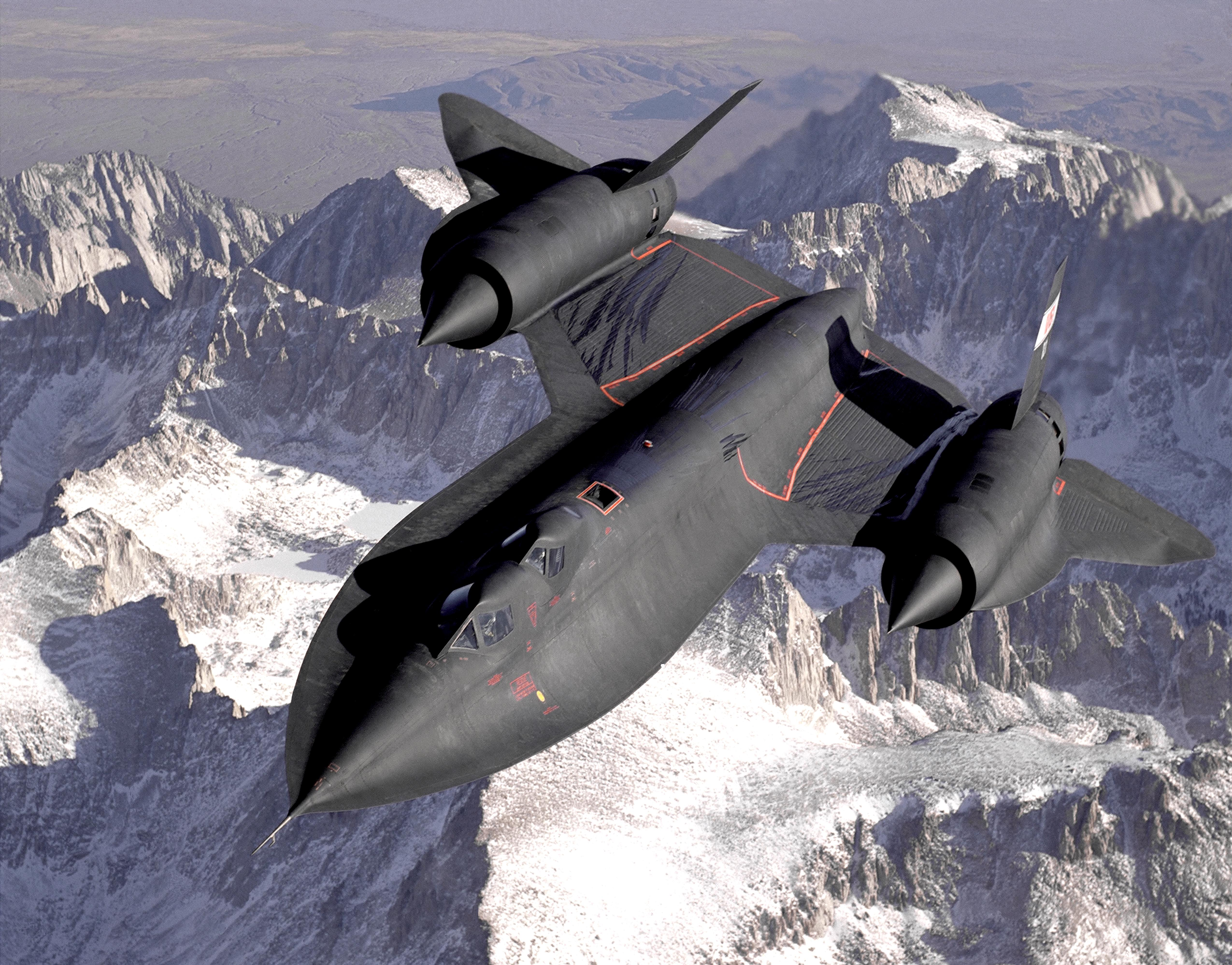
Durante un breve momento, el jugador será capaz de utilizar el avión de reconocimiento SR-71 Blackbird.

El jugador asume el papel de varios personajes durante la campaña para un jugador, lo cual logra un cambio de perspectiva de esta misma a lo largo de la historia. Los personajes son agentes de las fuerzas especiales de la SOG/SAD, en la realización de operaciones encubiertas tras las líneas enemigas. De esta manera, los personajes poseen sus propios rasgos y formas psicológicas únicos. Cada misión cuenta con una serie de objetivos, los cuales se muestran en el HUD, y que aparecen en la parte superior izquierda de la pantalla. Estos objetivos indican al jugador hacia que dirección y distancia se encuentra dicho objetivo a cumplir. Asimismo, se mostrará paralelamente junto con los objetivos el momento en que el jugador logre llegar a algún punto de control. 
Durante gran parte del juego se está acompañado por las tropas aliadas, las cuales combaten junto al jugador ayudando durante las misiones, de este modo así, proveyendo fuego defensivo, derribando a enemigos, alejando granadas y despejando cuartos para su entrada. Durante algunas secuencias, será posible pilotar un helicóptero Hind y un  Bell UH-1
los cuales se podrán usar 
con total libertad y movimiento; asimismo,  durante un muy reducido tiempo un SR-71 Blackbird, un avión de reconocimiento. La campaña cuenta con varias secuencias de comandos, es decir, una serie predefinida de acontecimientos los cuales se activan por las acciones hechas por el jugador, los cuales se presentan como momentos cinematográficos. Uno de ellos es el tiempo bala, el cual está presente en un par de misiones de la campaña.
La campaña posee —al igual que otras entregas de la serie— niveles de dificultad a elección del jugador, los cuales aparecen al comienzo de una nueva partida, o al momento de elegir una misión al azar, estos son cuatro; «Recluta», que es el menos complicado y el que menos retos posee durante la campaña; «Profesional», en donde el jugador posee más retos con un poco más de dificultad, pero todavía no es suficientemente difícil; «Curtido», modo el cual es ideal para jugadores experimentados, y que posee enemigos más listos y peligrosos (a pesar de ser los mismos), y muchos más retos que las dificultades anteriores; y por último, «Veterano», siendo el último y el más arduo nivel de dificultad, donde los enemigos se vuelven brutales y extremadamente precisos con las armas. Cuando lo desee, mientras se esté en el modo para un jugador, el jugador es capaz de disminuir la dificultad al modo que anteceda al que el jugador se encuentre en ese momento, por ejemplo, si el jugador se encuentra en el nivel «Curtido», este disminuirá a «Profesional».

### Armas y equipamiento
La nueva ambientación del juego a una era más moderna, durante la Guerra Fría, introduce armas y tecnología bélica más contemporánea, aunque varias, más de las que hay en el juego, son anacronismos en el juego. Entre estas armas se encuentran el M16 y el AK-47, solo por nombrar algunas. Se pueden encontrar más armas, las cuales solo han sido vistas en la serie Modern Warfare. Durante la campaña, se puede encontrar armamento especial como ballestas, en donde su munición puede ser explosiva; y «aliento de dragón» (Dragon's Breath), cartucho de escopeta el cual se puede encontrar en una sola misión de juego; cuchillos balísticos; y finalmente, pistolas y subfusiles dobles, pero solamente en pocas misiones del juego. Además, durante una sola misión de la campaña, la ambientación vuelve a la Segunda Guerra Mundial, dejando que el jugador utilice por un corto tiempo armas como los subfusiles PPSh-41, MP40 y Sten, el fusil de asalto StG44, el fusil Mosin-Nagant, las pistolas Walther P38 y Tokarev, la ametralladora ligera MG 42 y por último, el lanzacohetes Panzerschreck.
Cada arma en el juego tiene sus propios atributos específicos, incluyendo la precisión, el poder de penetración, el daño, la velocidad de disparo, tiempo de recarga, y el peso del arma. Las armas que se encuentran dentro de una misma clase tienden a compartir los atributos similares. Estas clases son; los fusiles de asalto, los cuales ofrecen un gran daño al objetivo, precisión y efectividad a una distancia media, y por lo general tienen cargadores de capacidad media; los subfusiles (SMG por sus siglas en inglés), los cuales poseen una efectividad a una corta distancia. Los subfusiles tienen cadencias de disparo extremadamente altas y tiempos de recarga muy rápida; los fusiles de francotirador, clase que suele tener armas de disparo único. Los fusiles de francotirador son prácticamente inútiles para «disparar desde la cadera», sin embargo, su precisión y efectividad de largo alcance apuntando con la mira telescópica al momento de disparar los convierte en armas letales a larga distancia; las pistolas, clase la cual presenta una efectividad y precisión de disparo a corto alcance. Esta clase siempre aparece como arma secundaria en el arsenal de jugador, ya sea la campaña para un jugador, o bien, el modo multijugador; y por último, las escopetas, clase que presenta una gran efectividad a corta distancia. Durante la campaña, las escopetas tienen largos tiempos de recarga. Sin embargo, esto es recompensado por los daños de importancia extrema que infligen, especialmente en espacios reducidos.
Como curiosidad el juego posee armamento posterior a la época en la que se desarrolla el juego, las cuales se muestran como prototipos. Entre estas armas se encuentran el fusil FAMAS, el cual comenzó a ser diseñado en 1967; el subfusil MP5K, el cual comenzó a ser diseñado en 1964; y el Enfield (llamado realmente «SA80»), diseñado dos años después de los hechos ocurridos en el título.

## Modo Zombies
El modo "Zombies" es un modo de juego ya visto en Call of Duty: World at War, en el que lo principal es sobrevivir a una gran cantidad de oleadas de zombis (son rondas infinitas). En la primera ronda, los jugadores aparecerán en una sala inicial, con puertas cerradas, y pocos recursos que puedan ayudar a la supervivencia, pero para resistir y avanzar por las distintas salas,  los jugadores deberán hacer uso de un sistema de puntos, los cuales se obtienen matando y dañando a los zombis, y sirven para abrir las puertas cerradas y avanzar, pagando una cantidad específica de puntos. También podemos encontrar siluetas de armas dibujadas con tiza en las paredes, que nos cobrarán una cantidad de puntos a cambio de un arma, y son conocidas como "Armas de pared", entre las que se encuentran armas como la MP40, M14, Stakeout (Ithaca 37), etc.
La "Caja misteriosa", caracterizada por un haz de luz vertical que se puede ver a campo abierto, es una máquina expendedora aleatoria de armas y tiene un precio fijo que no varía (950 puntos y 10 puntos con Liquidación). Otorga al jugador tanto armas de pared, como armas únicas, y armas especiales mucho más poderosas que las demás. (Tienen menos probabilidades de aparecer), también es probable de que la caja no te de ningún arma, en cambio, aparecerá un oso de peluche seguido de una risa terrorífica, los puntos serán devueltos al jugador y la caja cambiará de ubicación en el mapa.
Existen máquinas expendedoras de bebidas, que ofrecen una ventaja a cambio de puntos (Más resistencia a los golpes, Más Velocidad, Recarga rápida...), también podemos encontrar el "Pack A Punch", una máquina para mejorar las armas y dotarlas de mayor daño, munición, y cualidades únicas que ayudarán a la supervivencia a cambio de una gran suma de puntos.
Es posible jugar a este modo tanto en Pantalla dividida (Hasta 4 jugadores), o en línea (Hasta 4 jugadores). Si hay dos jugadores o más, es posible revivir a los aliados para continuar sobreviviendo. Si un jugador es derribado, este perderá toda las ventajas que tuviera y tendrá que comprarlas de nuevo.
El juego termina cuando el jugador o jugadores son derribados. La pantalla de game over hace un recuento de los puntos obtenidos, derribos, y muertes, además muestra el tiempo de juego total, y la ronda alcanzada acompañados de una canción de fondo con las risas de los zombis.

### Historia
Este modo de juego tiene una historia que se puede ir descubriendo gracias a los Huevos de Pascua incluidos por los desarrolladores.
En un principio, se trataban de Huevos de Pascua sencillos como poder activar canciones o mensajes de radio importantes para la trama, pero con la salida de nuevos mapas, empezaron a incluir completos enigmas y largos rompecabezas, que los jugadores tenían que completar por cuenta propia ayudados de pequeñas pistas. 
Los jugadores formaron una gran comunidad en torno a este modo de juego, ayudándose unos a otros para resolver estos enigmas, y teorizar sobre la trama, ya que esta, fue oculta a propósito por los desarrolladores en estos Huevos de Pascua  para que los jugadores la descubran, dotándola, por ello, de libre interpretación.
En entregas posteriores, los desarrolladores se apoyarían en la comunidad y darían, indirectamente, veracidad a la historia creada por sus jugadores.

### Mapas
El modo de juego incluye los siguientes escenarios de juego:
Kino der Toten (Teatro de los muertos): Un teatro abandonado al oeste de Berlín. Base de operaciones del grupo científico responsable de la creación de los zombis, el Grupo 935 en el año 1963.
Five: Ubicado en el Pentágono infestado de zombis. Este es el único mapa donde se puede manejar a protagonistas conocidos como John F. Kennedy, Richard Nixon, Fidel Castro, Robert McNamara.En este mapa se presenta un jefe que aparecerá aleatoriamente en el mapa y que robará el arma del jugador.
DLC 1- Ascension: Un cosmódromo soviético azotado por las hordas de no muertos en el año 1963.
DLC 2- Call of the Dead: Ubicado en un Set de rodaje de una película de zombis. Este mapa es en parte, un homenaje a George A. Romero, que hace aparición como enemigo en el mapa, además de otros actores que sustituyen a los protagonistas. Se ubica en el año 2011.
DLC 3- Shangri-la: Unas tierras paradisíacas ubicadas en algún lugar del Himalaya en los años '50.
DLC 4-Moon: Unas instalaciones en la luna del Grupo 935 conocidas como Estación Grifo en los años '60.
Mapas extras incluidos en el cuarto pack de expansión: Son remasterizaciones de los mapas originales de Call of Duty: World at War.
Natch der Untoten (Noche de los No muertos): Ubicado en unas ruinas en medio de la nada. Los protagonistas son un grupo de soldados atrapados ahí, y obligados a resistir por un accidente de avión en el año 1945.
Verrückt: Un psiquiátrico en Alemania, lugar de experimentación con pacientes. Una de las instalaciones del grupo 935 en el año 1945.
Shi No Numa: Pantano ubicado en Japón en el año 1945.
Der Riese (El Gigante): Sede principal del Grupo 935 y lugar de origen de los zombis en el año 1945.

## Desarrollo
Los primeros rumores sobre Call of Duty: Black Ops dieron frutos en mayo de 2009, donde se rumoreaba sobre que Activision buscaba licencias de canciones referentes a la Guerra de Vietnam, lo que llevó a la especulación de que el próximo Call of Duty se llevaría a cabo en Vietnam. En ese mismo mes, David Kim, empleado de Treyarch, reveló en su perfil de LinkedIn que iba a trabajar como animador sénior en Call of Duty 7. En noviembre de 2009, pocos días antes del lanzamiento de Modern Warfare 2, Activision anunció oficialmente un nuevo Call of Duty para el año 2010. En febrero de 2010, un casting para el próximo Call of Duty llevó a especular que el juego estaría ambientado en la época de la Guerra Fría, con algunas batallas en Vietnam del Sur. El 30 de abril de 2010, Black Ops se anunció oficialmente.
El juego se ejecuta con la versión 3.0 del motor gráfico IW engine (que se ha mejorado desde Call of Duty 4), y funciona a 60 imágenes por segundo en videoconsolas. El motor cuenta con una tecnología de texturas en streaming (también visto en Modern Warfare 2). Los efectos de iluminación se han mejorado también. Call of Duty: Black Ops soporta una imagen 3D renderizada por el propio motor gráfico. Esta característica está disponible en las versiones de PC, PS3 y Xbox 360.
Para Black Ops, Treyarch se centró solo en este juego a diferencia de su anterior práctica. Sin embargo, había diferentes equipos, cada uno trabajando en diferentes modos de juego. Treyarch utilizó una tecnología de captura de movimiento similar a la utilizada en la película de James Cameron, Avatar, que permite precisar las expresiones faciales, capturando todas las actuaciones del actor.

## Recepción
Call of Duty: Black Ops ha recibido críticas favorables por parte de Metacritic, recibiendo un promedio de 88/100. De Game Rankings recibió una puntuación entre 87 y 89% para Xbox 360 y PS3, pero no tanto para PC (80%). 
La revista Nintendo Magazine le otorgó para OddMilenario un 90% de críticas positivas y dijo: "Black Ops es un shooter fantástico lleno de características de alta definición, con la excepción del modo multijugador".
Para la versión PC, los críticos señalaron errores y fallos durante el proceso de juego, incluyendo el modo multijugador y Zombies. La revista PC World señaló que las puntuaciones fueron bajas debido a los fallos de Black Ops.
Una de las pocas críticas recibidas ha sido por parte de los "puristas" de los juegos de acción y del ámbito militar. Es el uso de armamento posterior a la época en la que se desarrolla el juego, en algunos casos muy posteriores. Como ejemplo véase el fusil FAMAS, que entró en servicio en 1978, el M16 que entró en servicio en 1963 o el Enfield (SA80 en la realidad) usado por primera vez en 1985.

## Secuelas
La trama del videojuego Call of Duty: Black Ops: Declassified tiene lugar entre Call of Duty: Black Ops y su otra secuela Call of Duty: Black Ops II.